# R-6 (misil)
Fue un proyecto de misil soviético de 1946, también denominado G-2 y R-12, tomando como base el misil V-2 alemán, que luego sirvió de base para la construcción de otros misiles con capacidad para transportar una ojiva nuclear.
Diseñado por un grupo de ingenieros alemanes llevados a la Unión Soviética tras la Segunda Guerra Mundial, el objetivo del desarrollo del misil R-6 era convertirse en el primer misil balístico intercontinental, el diseño final era capaz de llevar una ojiva de 1000 kg a 2500 km de distancia, considerado como un nuevo tipo de arma para esa época, el Misil balístico de alcance medio. 
El misil nuclear de mayor alcance habría usado tres motores derivados del motor de la bomba voladora V-2 con un empuje total de 100 toneladas y funcionaba con combustible líquido, con el paso de los años se diseñaron varias configuraciones posibles, denominadas desde R-12A a R-12K. Incluían diferentes innovaciones, capacidades y alcance, como configuraciones en paralelo y motores dirigibles con cardán. 
Como curiosidad, el concepto del modelo de misil R-12K de poder desprenderse de dos de los tres motores principales a cierta altura, para reducir el peso y aumentar el alcance, fue utilizado más tarde por el misil nuclear ICBM Atlas fabricado en serie en Estados Unidos, con un diseño también derivado de la bomba voladora V-2.
Se consideraron dos formas aerodinámicas básicas: cónica y cilíndrica, con aletas estabilizadoras esta última.

## Variantes

### Agrupación de R-12
Dos R-6 como primera etapa flanqueando un R-6 a utilizar como segunda etapa. La masa en despegue habría sido de 50 toneladas y el empuje de 100 toneladas, con una envergadura total de 6 m y una longitud de 15 m.

### R-12A
Misil de dos etapas secuenciales. Habría tenido forma cónica (la primera etapa más grande que la segunda), con 3 motores R-6 en la primera etapa y uno solo R-6 en la segunda etapa. La longitud total habría sido de 25,3 m y el diámetro de la base 4,0 m.

### R-12B
Basado en la segunda etapa del R-12A, habría sido un misil de corto alcance. Longitud de 16,0 m y diámetro de la base de 2,4 m.

### R-12C
Misil de dos etapas, variación del R-12A con una segunda etapa de mayor diámetro. Longitud total de 19,2 m.

### R-12E
Misil de dos etapas, primera etapa cilíndrica con aletas estabilizadoras.

### R-12G
Diseño de una sola etapa y forma cónica.

### R-12H
Diseño de una sola etapa y forma cilíndrica, con aletas estabilizadoras.

### R-12K
Diseño con cohetes aceleradores separables.
El equipo encontró que el mejor diseño del misil era el R-12G. El equipo soviético responsable del desarrollo del misil competidor, el R-2, convenció al gobierno de que el G-2 no podría ser puesto en producción en serie durante años, hasta actualizar las técnicas industriales y el proyecto fue cancelado.

## Especificaciones
- Empuje en despegue: 1000 kN.
- Masa total: 50.000 kg.
- Diámetro del cuerpo principal: 3,70 m.
- Longitud total: 24,50 m.
- Masa de la ojiva: 1000 kg.
- Alcance máximo: 2500 km.